# فتاة النافذة
فتاة النافذة (بالتركية: Camdaki Kız)؛ هو مسلسل تلفزيوني دراما تركي من بطولة بورجو بيريجيك، جيهانغير جيهان، سلمى أرغتش ونور سورر. . عرض لأول مرة على قناة كانال دي في 8 أبريل 2021 وانتهى في 15 أبريل 2023 .

## روابط خارجية
- فتاة النافذة
 على الموقع الرسمي